# 14. siječnja
14. siječnja (14. 1.) 14. je dan godine po gregorijanskom kalendaru.
Do kraja godine ima još 351 dan (352 u prijestupnoj godini).

## Događaji
- 1539. – Španjolska je osvojila Kubu.
- 1690. – Izumljen je klarinet u Nürnbergu.
- 1724. – Španjolski kralj Filip V. abdicirao s prijestolja.
- 1858. – Napoleon III. izbjegao pokušaj atentata.
- 1871. – Izdajom u Podosoju uhićen hrvatski hajduk Andrijica Šimić.
- 1897. – Na najviši vrh Južne Amerike Aconcagua, prvi se popeo Švicarac Matthias Zurbriggen.
- 1900. – Premijera opere Tosca Giacoma Puccinija.
- 1926. – Praizvedba Tijardovićeve Male Floramye u Splitu.
- 1928. – Otvorene su II. Zimske olimpijske igre – St. Moritz 1928., prve prave Zimske olimpijske igre koje nisu održane u sklopu Ljetnih olimpijskih igara.
- 1955. – Marilyn Monroe se udala za Joea DiMaggia.
- 1985. – Martina Navratilova osvojila 100. teniski turnir.

| - 83. pr. Kr. – Marko Antonije, rimski državnik - 1507. – Katarina Austrijska, portugalska kraljica - 1683. – Gottfried Silbermann, njemački graditelj orgulje († 1753.) - 1741. – Benedict Arnold, američko-britanski general († 1801.) - 1811. – Fran Kurelac, hrvatski književnik i filolog, osnivač Riječke filološke škole († 1874.) - 1816. – Antun Nemčić, hrvatski književnik († 1849.) - 1850. – Pierre Loti, francuski književnik - 1861. – Mehmed VI., turski sultan († 1926.) - 1875. – Albert Schweitzer, alzaško-njemački liječnik, protestantski teolog, filozof i glazbenik († 1965.) - 1896. – John Rodrigo dos Passos, američki književnik († 1970.) - 1919. – Giulio Andreotti talijanski političar († 2013.) - 1924. – Bonaventura Duda, hrvatski teolog, bibličar, franjevac i dopisni član Hrvatske akademije znanosti i umjetnosti († 2017.) - 1924. – Guy Williams, glumac - 1925. – Yukio Mishima, japanski pisac i dramatičar († 1970.) - 1936. – Reiner Klimke, njemački sportaš († 1999.) - 1941. – Faye Dunaway, glumica - 1941. – Milan Kučan, slovenski predsjednik i političar - 1948. – Valerij Harlamov, ruski hokejaš († 1981.) - 1963. – Steven Soderbergh, američki redatelj - 1964. – Mark Addy, engleski glumac - 1964. – Dave Grohl, američki rock glazbenik i tekstopisac - 1967. – Emily Watson, engleska glumica - 1968. – LL Cool J, američki reper - 1969. – Jason Bateman, američki glumac - 1970. – Marco Pantani, biciklist - 1971. – Lasse Kjus, norveški skijaš - 1973. – Giancarlo Fisichella, talijanski vozač Formule 1 - 1978. – Silvija Talaja, hrvatska tenisačica - 1981. – Jadranka Đokić, hrvatska glumica - 1982. – Victor Valdez, španjolski nogometni vratar - 1991. – Mario Lacković, hrvatski stolnotenisač | - 1163. – Ladislav II., hrvatsko-ugarski kralj - 1236. – Sveti Sava, svetac Srpske pravoslavne crkve (* 1169.) - 1301. – Andrija III. Mlečanin, hrvatsko-ugarski kralj, posljednji iz dinastije Arpadović (* oko 1265.) - 1742. – Edmond Halley, engleski astronom (* 1656.) - 1753. – George Berkeley, irski filozof (* 1685.) - 1856. – Janko Drašković, hrvatski političar (* 1770.) - 1867. – Jean Auguste Dominique Ingres, francuski slikar (* 1780.) - 1874. – Philipp Reis, njemački izumitelj (* 1834.) - 1884. – Philippe Suchard, švicarski slastičar i tvorničar čokolade (* 1797.) - 1889. – Ema Pukšec, hrvatska operna pjevačica (* 1834.) - 1898. – Lewis Carroll, engleski književnik (* 1832.) - 1949. – Ivan Bjelovučić, prvi hrvatski zrakoplovac (* 1889.) - 1957. – Humphrey Bogart, američki glumac (* 1899.) - 1962. – Stjepan Ivšić, jedan od najvećih hrvatskih filologa i jezikoslovaca, akcentolog svjetskoga glasa (* 1884.) - 1977. – Anthony Robert Eden, britanski političar (* 1897.) - Peter Finch, englesko-australski glumac i Oscarovac (* 1916.) - 1978. – Kurt Gödel, matematičar - 1984. – Paul Ben-Haim, izraelski skladatelj (* 1897.) - 1986. – Donna Reed, američka glumica (* 1921.) - 1988. – Georgij Maljenkov, sovjetski političar, premijer (* 1902.) - 2006. – Shelley Winters, američka glumica (* 1920.) - 2009. – Petar Anđelović, bosanski franjevac (* 1937.) - Ricardo Montalbán, meksički glumac (* 1920.) - 2010. – Ante Babaja, hrvatski redatelj i scenarist (* 1927.) - 2016. – Alan Rickman, britanski glumac i redatelj (* 1946.) |

## Blagdani i spomendani
- Pravoslavna Nova godina
- Dan sv. Save
- Dan sv. Feliksa iz Nole

## Imendani
- Feliks
- Srećko
- Malahija
- Rajko
- Makrina

## Vanjske poveznice
|  | Zajednički poslužitelj ima još gradiva o temi 14. siječnja |